# Konura żółta
Konura żółta (Aratinga maculata) – gatunek średniej wielkości ptaka z rodziny papugowatych (Psittacidae). Występuje w północnej części Ameryki Południowej (północna Brazylia i skrajnie południowy Surinam). Nie jest zagrożony.
SystematykaW 2005 roku na łamach czasopisma „The Auk” brazylijscy badacze Luís Fábio Silveira, Flávio César Thadeo de Lima i Elizabeth Höfling opisali gatunek Aratinga pintoi. Jego przedstawiciele zostali znalezieni na wschód od miasta Óbidos, w północnej części dolnego biegu Amazonki w stanie Pará (Brazylia). Ponadto trzy okazy znajdujące się w Narodowym Muzeum Historii Naturalnej w Lejdzie (Holandia) zidentyfikowano jako należące do tego gatunku. Zostały zebrane w południowym Surinamie, co wskazuje na to, że papuga ta mogła wejść w kontakt z blisko spokrewnioną i bardzo podobną konurą słoneczną (Aratinga solstitialis). Nadaną wówczas naukową nazwą gatunku – upamiętniono brazylijskiego ornitologa Olivério Pinto.
W 2009 roku André Nemésio i Claus Rasmussen uznali A. pintoi za młodszy synonim gatunku Aratinga maculata opisanego w 1776 roku przez Statiusa Müllera na podstawie rycin de Buffona. Do tego czasu takson A. maculata uznawany był za nieważny i synonimizowano go z A. solstitialis. Osobniki tego gatunku błędnie uznawano wcześniej za młodociane osobniki A. solstitialis lub hybrydy A. solstitialis i A. jandaya.
Nie wyróżnia się podgatunków.
MorfologiaDługość ciała: około 30 cm; masa ciała 110 g.
WystępowanieWystępuje w dwóch osobnych populacjach w północnej Brazylii (stany Pará i Amapá) i skrajnie południowym Surinamie.
StatusMiędzynarodowa Unia Ochrony Przyrody (IUCN) uznaje konurę żółtą za gatunek najmniejszej troski (LC – least concern). Trend liczebności populacji uznaje się za wzrostowy.